# Romain Élie
Romain Élie (Beauvais, 6 marzo 1985) è un allenatore di calcio ed ex calciatore francese, di ruolo difensore.